# 黑滕斯豪森
黑滕斯豪森是德国巴伐利亚州的一个市镇。总面积18.60平方公里，总人口2001人，其中男性1026人，女性975人（2011年12月31日），人口密度108人/平方公里。